# Pangkalan Gondai
Pangkalan Gondai is een bestuurslaag in het regentschap Pelalawan van de provincie Riau, Indonesië. Pangkalan Gondai telt 3749 inwoners (volkstelling 2010).